# Santiago (Agusan del Norte)
Pour les articles homonymes, voir Santiago (homonymie).
Santiago est une municipalité de la province d'Agusan del Norte, aux Philippines.